# Thunbergia fasciculata
Espèce
Thunbergia fasciculata Lindau est une espèce de plantes à fleurs de la famille des Acanthaceae et du genre Thunbergia. C'est une herbe présente en Afrique tropicale.

## Liste des variétés
Selon Tropicos (11 janvier 2018) :
- variété Thunbergia fasciculata var. orientalis De Wild.

## Distribution
L'espèce a été observée dans de nombreux pays d'Afrique tropicale, tels que : Cameroun, Éthiopie, Kenya, Nigeria, Ouganda, République démocratique du Congo, Soudan, Togo.